# Tiñosillos
Tiñosillos é um município da Espanha na província de Ávila, comunidade autónoma de Castela e Leão, de área 27,25 km² com população de 800 habitantes (2007) e densidade populacional de 29,01 hab/km².

## Demografia
| Variação demográfica do município entre 1991 e 2004 | Variação demográfica do município entre 1991 e 2004 | Variação demográfica do município entre 1991 e 2004 | Variação demográfica do município entre 1991 e 2004 |
| --------------------------------------------------- | --------------------------------------------------- | --------------------------------------------------- | --------------------------------------------------- |
| 1991                                                | 1996                                                | 2001                                                | 2004                                                |
| 753                                                 | 765                                                 | 795                                                 | 787                                                 |